# برنارد وايت (لاعب كرة قدم)
برنارد وايت (بالإنجليزية: Bernard Whyte)‏ هو لاعب كرة قدم غاني في مركز الوسط، ولد في 22 أكتوبر 1969.

## وصلات خارجية
- برنارد وايت على موقع قاعدة بيانات كرة القدم.إي يو (الإنجليزية)
- برنارد وايت على موقع ناشيونال فوتبول تيمز (الإنجليزية)